# Andy Kohlberg
Andy Kohlberg, né le 17 août 1959 à New York, est un ancien joueur américain de tennis professionnel.
Il devient en 2016 actionnaire et président du RCD Majorque en association avec l'investisseur Robert Sarver.

## Palmarès

### Titre en double messieurs
| No | Date       | Nom et lieu du tournoi | Catégorie | Dotation  | Surface         | Partenaire       | Finalistes                 | Score    |  |
| -- | ---------- | ---------------------- | --------- | --------- | --------------- | ---------------- | -------------------------- | -------- |  |
| 1  | 31-03-1986 | WCT Atlanta Atlanta    |           | 220 000 $ | Moquette (int.) | Robert Van't Hof | Christo Steyn Danie Visser | 6-2, 6-3 |  |

### Finales en double messieurs
| No | Date       | Nom et lieu du tournoi               | Catégorie | Dotation  | Surface         | Vainqueurs                 | Partenaire      | Score         |  |
| -- | ---------- | ------------------------------------ | --------- | --------- | --------------- | -------------------------- | --------------- | ------------- |  |
| 1  | 13-10-1980 | Tournoi de tennis de Chine Pékin     |           | 50 000 $  | Moquette (int.) | Ross Case Jaime Fillol     | Larry Stefanki  | 6-2, 7-6      |  |
| 2  | 04-05-1981 | WCT Tournament of Champions New York |           | 300 000 $ | Terre (ext.)    | Peter Fleming John McEnroe | John Fitzgerald | 6-4, 6-4      |  |
| 3  | 09-09-1985 | MercedesCup Stuttgart                |           | 100 000 $ | Terre (ext.)    | Ivan Lendl Tomáš Šmíd      | João Soares     | 3-6, 6-4, 6-2 |  |

## Autres performances
- Quart de finale en double à l'US Open 1985 avec Robert Van't Hof.
- Demi-finale en double mixte au tournoi de Wimbledon 1987 avec Patty Fendick.